# バクイエン県

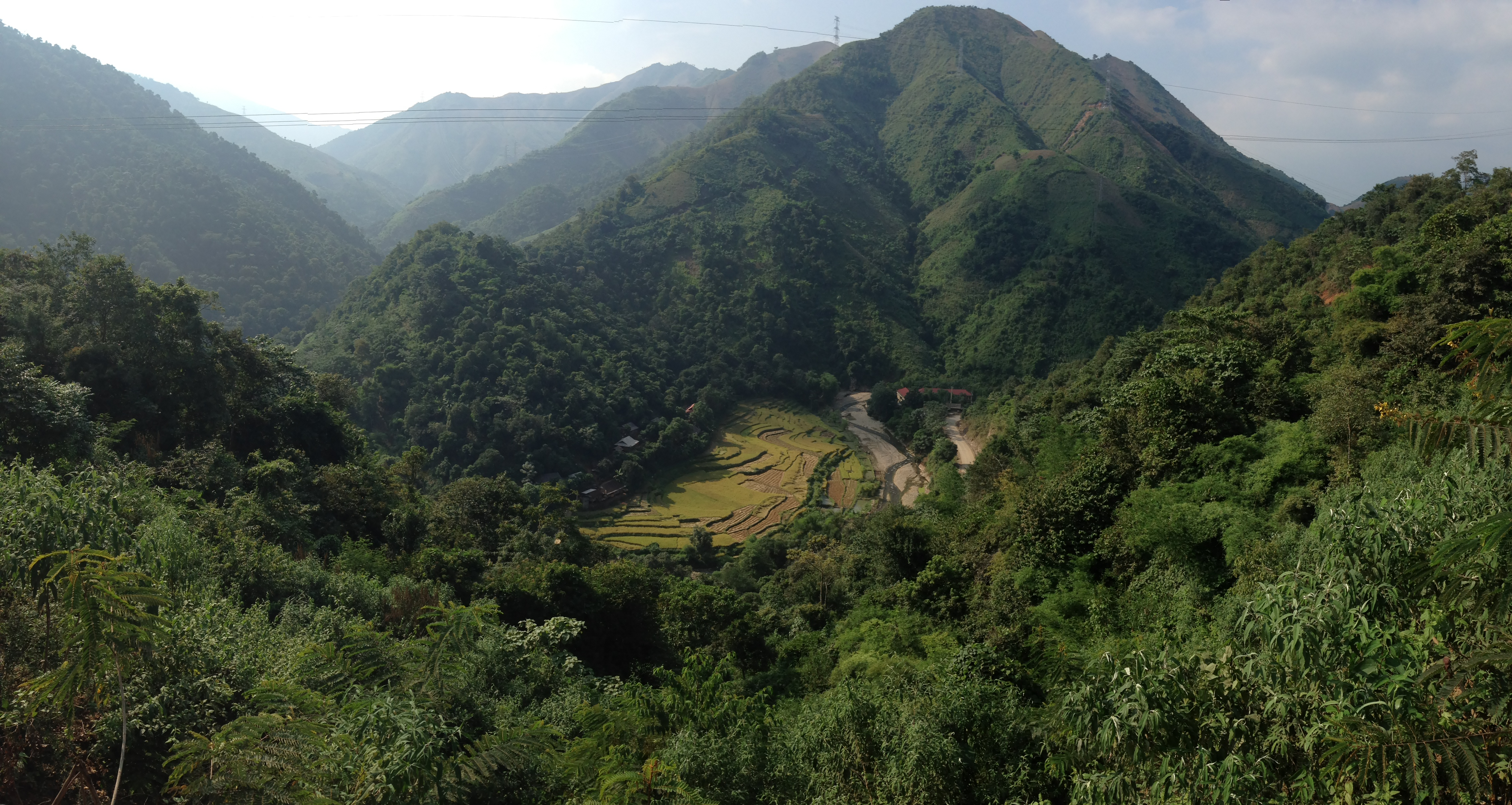
パノラマビュー

バクイエン県（バクイエンけん、ベトナム語：Huyện Bắc Yên / 縣北安?）は、ベトナム社会主義共和国ソンラ省の県。面積は1,102.2km²、人口は65,210人（2019年）である。

## 行政区画
1市鎮15社を管轄する。